# Línea 1 del Cablebús
La Línea 1 del Cablebús, es una línea de teleférico que une a Indios Verdes con Cuautepec y Tlalpexco. El horario de lunes a viernes de las 05:00 a 23:00hrs, mientras que los sábados es de las 06:00 a 23:00 hrs; y los domingo de 07:00 a 23:00 hrs. Esto, con un costo de MXN $ 7.00.

## Historia

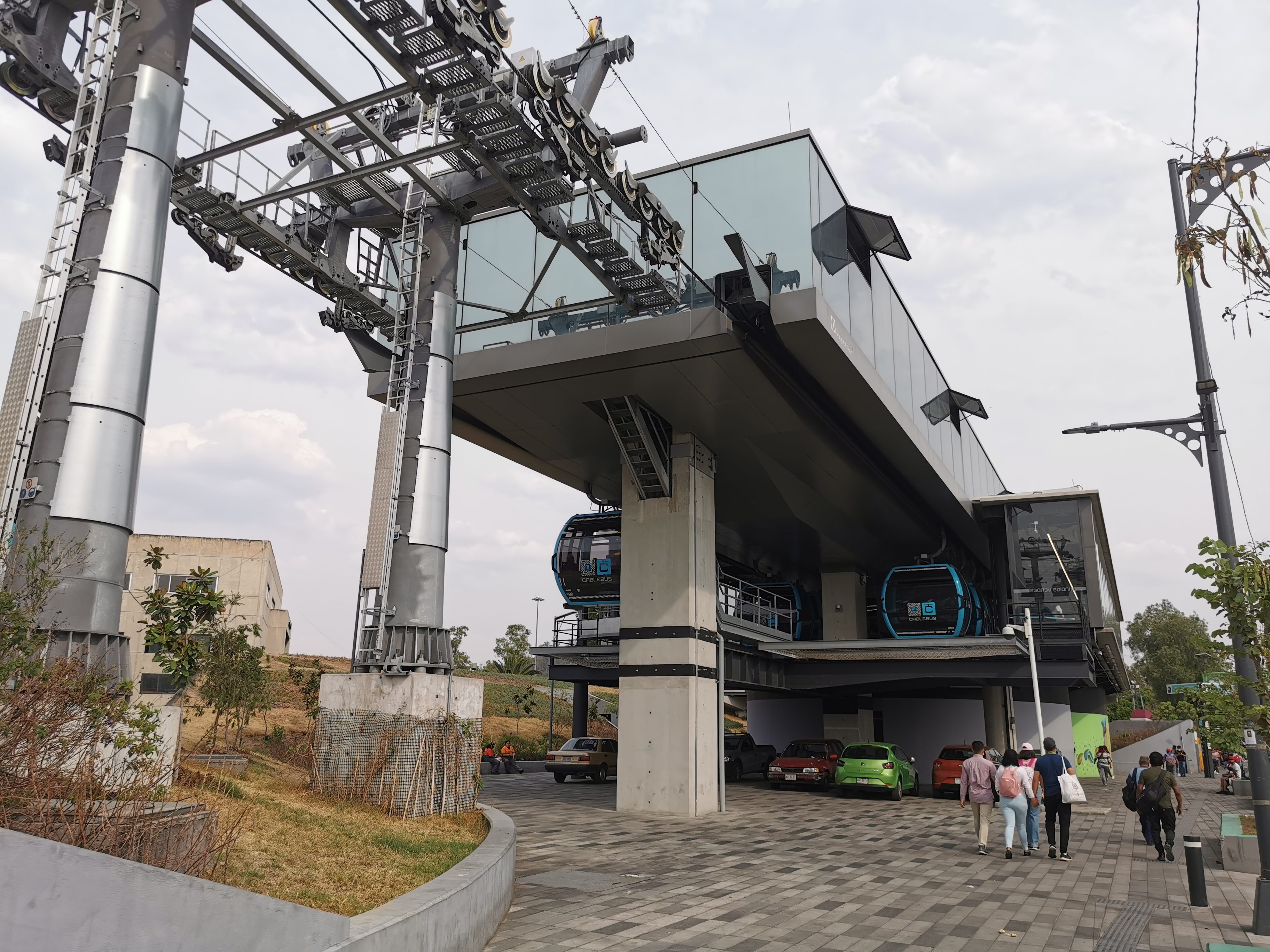
Estación Indios Verdes.

Las obras de la línea del Cablebús iniciaron el 12 de septiembre de 2019. El 4 de marzo de 2021, fue inaugurada la antena de la línea 1, Tlalpexco-Campos Revolución. El resto de esta línea fue puesta a disposición del público el 11 de julio de 2021.
Las características de esta línea es que tiene 377 cabinas, en la que cada una puede transportar a 10 personas, con un recorrido de 33 minutos y 20 segundos y una velocidad de 21.6 kilómetros por hora.
El 4 de marzo de 2021 fue inaugurado el tramo Tlalpexco - Campos Revolución, con un horario especial de 09:00 a 16:00 horas de lunes a domingo, siendo gratuito durante mes y medio. El 11 de julio de 2021, fue inaugurado el troncal Indios Verdes - Cuautepec.

## Estaciones
| Estación          | Iconografía                   | Inauguración        | Alcaldía          | Tipo de estación | Conexiones |
| ----------------- | ----------------------------- | ------------------- | ----------------- | ---------------- | --- |
| Indios Verdes     | Monumento a los Indios Verdes | 11 de julio de 2021 | Gustavo A. Madero | Terminal         | Otros servicios - CETRAM Indios Verdes - Indios Verdes - Indios Verdes - Indios Verdes - Indios Verdes - Indios Verdes - Rutas: 101, 101-A, 101-B, 101-D, 102, 107-B (a distancia), 108 - Indios Verdes |
| Ticomán           | Glifo de Ticomán              | 11 de julio de 2021 | Gustavo A. Madero | Paso             | Otros servicios - Rutas: 101, 102, 108 |
| La Pastora        | Cabeza de becerro             | 11 de julio de 2021 | Gustavo A. Madero | Paso             | Otros servicios - Rutas: 101, 101-A, 101-B, 101-D, 102, 103, 104, 108 |
| Campos Revolución | Balón de fútbol               | 4 de marzo de 2021  | Gustavo A. Madero | Paso             | Otros servicios - Rutas: 101, 101-A, 101-B 101-D, 102, 103 |
| Tlalpexco         | Cerro del Chiquihuite         | 4 de marzo de 2021  | Gustavo A. Madero | Terminal         | |
| Cuautepec         | Ave sobre un cerro            | 11 de julio de 2021 | Gustavo A. Madero | Terminal         | Otros servicios - Rutas: 101, 101-A, 101-B, 101-D, 102, 103, 104 |